# Władysław Sitkowski
Władysław Sitkowski (ur. 14 marca 1928 w Stasinie na Wołyniu, zm. 26 marca 2020 w Zwierzyńcu) – polski pisarz, poeta, rzeźbiarz, kronikarz. Radny i honorowy obywatel Zwierzyńca. Opisywał losy ludzi z okresu II wojny światowej.

## Życiorys
Urodził się 14 marca 1928 roku w Stasinie (gm. Werba, pow. Włodzimierz Wołyński). Jego ojciec Wiktor był chłopem-osadnikiem, legionistą Piłsudskiego oraz żołnierzem 2 Pułku Ułanów Grochowskich, walczących m.in. z bolszewikami podczas wojny polsko-bolszewickiej w 1920 roku. Matka Rozalia, była śpiewaczką i działaczką ludową. Uczęszczał do szkoły Kalinówce, a jego edukację przerwał wybuch II wojny światowej. 17 września na tereny Polski wkroczyła Armia Czerwona. W ramach czystek etnicznych i likwidowania polskiego „elementu” patriotycznego, 10 lutego 1940 on i jego rodzina pod nadzorem NKWD w wagonach bydlęcych zostali wywiezieni za Ural, na Syberię. Tam pracował przy wyrębie lasu, a następnie w tartaku. Przeszedł wtedy chorobę tyfusu. W 1941 lub 1942 roku stracił jednak ojca, który około Niżnego Tagiłu „zaginął” w obozie. Jesienią 1944 przeniesiony został nad Morze Czarne, gdzie pracował przy uprawach kukurydzy i słoneczników. Na początku maja 1945 roku rodzinie pozwolono na powrót do kraju.
Od 1946 uczył się w zakładzie rzemieślniczym w Gdańsku, tam też wstąpił do młodzieżowej organizacji konspiracyjnej „Syrena”. Zaczął tworzyć już w 1948 roku. W 1949 roku na skutek dekonspiracji został aresztowany przez UB. Przeszedł przez okrutne śledztwa, m.in. wraz z kilkoma innymi osobami przetrzymywany był w niewielkiej celi o powierzchni trzech metrów kwadratowych. Następnie przewieziono go do więzienia „Sing-sing”. W lutym 1950 roku Sitkowskiego zwolniono z powodu braku dowodów „winy” i powołano w celu reedukacji do wojska. Po odbyciu służby wojskowej w 1952 powrócił do Zamościa, a trzy lata później ożenił się i przeniósł do Szczebrzeszyna. W 1968 roku zamieszkał na stałe wraz z żoną Władysławą i trzema synami w Zwierzyńcu. Pracował m.in. w browarze zwierzynieckim, skąd przeszedł na emeryturę.
Zadebiutował w 1971 roku na łamach „Kameny” w dodatku „Ziemia i Pieśń”. W swoim dorobku pisarskim często powracał do przeszłości Zamojszczyzny. W jego lirykach znaleźć można wiele refleksji nad ludzkim losem. Tworzył wiersze liryczne, teksty satyryczne, fraszki, aforyzmy, a także utwory dla dzieci. Pisał również teksty piosenek, sporadycznie zajmował się publicystyką oraz prozą, prowadził kronikę życia osobistego i społecznego. Jego utwory były publikowane w wielu wydawnictwach zbiorowych, tomikach autorskich, prasie oraz audycjach radiowych.
Był aktywnym działaczem społecznym. Od 1971 roku należał do Stowarzyszenia Twórców Ludowych, gdzie był m.in. przewodniczącym Głównej Komisji Rewizyjnej (1973–1976), sekretarzem Zarządu Głównego (1976–1979), wiceprezesem (1989–1992) i prezesem Zarządu Głównego (1992–1993) oraz członkiem Sądu Koleżeńskiego (2005–2009). Inicjował i współorganizował wiele imprez regionalnych. Był członkiem Rady Redakcyjnej Kwartalnika „Twórczość Ludowa”, Rady Twórców Ludowych przy tym czasopiśmie i Redakcji Biblioteki STL „Dziedzictwo”. Z jego inicjatywy powstało w 1977 roku Towarzystwo Miłośników Zwierzyńca, któremu przewodniczył w okresie 1979–1989. Udzielał się w Radzie Ochrony Pamięci Walk i Męczeństwa. Należał m.in. do Stronnictwa Demokratycznego, Związku Sybiraków, Stowarzyszenia Dzieci Zamojszczyzny i Związku Literatów Polskich.
Jego drugą pasją była rzeźba w drewnie i kamieniu. Tworzył głównie przedstawienia Chrystusa Frasobliwego oraz portrety ludzi.
Z jego inicjatywy w październiku 1993 roku odbyły się w Zwierzyńcu Ogólnopolskie Spotkania Literackie. Dużo uczynił dla upamiętnienia Stanisława Buczyńskiego i upowszechnienia jego twórczości. W 2008 roku uchwałą Rady Miasta przyznano mu tytuł Honorowego Obywatela Zwierzyńca. Zmarł 26 marca 2020 roku w Zwierzyńcu. Sylwetkę i dorobek autora przedstawiono na wystawie Chłopscy pisarze Lubelszczyzny (1995). Ponadto Sitkowski prezentował swoje utwory na antenie Polskiego Radia Warszawa („Kiermasz pod kogutkiem”), Radia Lublin oraz w Telewizji Polskiej („Goniec kulturalny” i „Swojskie klimaty”, program wielkanocny w TVP Kultura). O jego twórczości powstały prace licencjackie i magisterskie.

## Twórczość i publikacje

### Tomiki autorskie
Autor wielu publikacji, w tym:
- 1978: Szumią bory roztoczańskie, Lublin
- 1990: Portret pól, Zamość
- 1992: Śródleśne znaki, Zamość
- 1994: W dziejowych żarnach, Lublin
- 1996: Słoneczne niespodzianki, Zamość
- 1998: Z duchem podniebnych pieśni, Zamość
- 2002: Między niebem a ziemią, Zamość
- 2003: Świat się wywraca, Zamość
- 2006: Światłością Jana Pawła II, Biłgoraj
- 2009: Zapomniane paciorki babuni, Lublin

### Książki historyczne
Opracował książeczki historyczne, przedstawiające martyrologię Zamojszczyzny w latach II wojny światowej.
- 1999: Sochy dawniej i dziś
- 2011: Zamojszczyzna. Wysiedlenia i deportacje 1939-1945. Obóz w Zwierzyńcu, Zwierzyniec

### Publikacje zbiorowe
- Wieś tworząca, t. V, VI, VII, VIII, Lublin
- 1983: Nasz chleb powszedni, Lublin
- 1985: Złote ziarna. Antologia współczesnej poezji ludowej ziemi zamojskiej, Lublin
- 1986: Całe bogactwo domu, Lublin 1986
- 1986: Nad ołtarzem pól. Antologia religijnej poezji ludowej Lubelszczyzny, Lublin
- 1987: Ojczyzna, Lublin
- 1990: Śródpolne pacierze, Lublin
- 1990: Zolnik. Fraszki ludowe, Lublin
- 1991: Wołanie ziemi. Antologia jednego wiersza ludowej poezji religijnej, Lublin
- 1992: Okruchy chleba. Antologia polskiej liryki z motywem chleba, Wrocław
- 1994: Prowadź nas w jasność. Antologia ludowej liryki religijnej, Lublin
- 1994: Ziarna wiecznej nadziei. Antologia ludowej poezji metafizycznej i religijnej, Lublin
- 1997: Polska nam Papieża dała, Kraków
- 2001: Gdzie pył chlebowy słońca sięga. Motyw „małej ojczyzny” w poezji ludowej ziemi lubelskiej, Lublin
- 2006: Odejdę, a po mnie pieśń zostanie. Wydawnictwo pokonkursowe XXXV edycji Ogólnopolskiego Konkursu Literackiego im. Jana Pocka, Lublin
- 2007: Odnajdę wieczność w kroplach rosy, Lublin
- 2009: Na skibie czarnej serce swoje złożę, Lublin
- 2010: Piszę wiersze matczyną mową sękatą bólem. Wydawnictwo pokonkursowe XXXIX edycji Ogólnopolskiego Konkursu Literackiego im. Jana Pocka, Lublin

## Nagrody i wyróżnienia
- Krzyż Kawalerski Orderu Odrodzenia Polski
- Złoty Krzyż Zasługi
- Brązowy Medal „Zasłużony Kulturze Gloria Artis”[3]
- Nagroda im. Oskara Kolberga, przyznana w 1998[5]
- Odznaka „Zasłużony Działacz Kultury”
- Krzyż Zesłańców Sybiru[3]
- Honorowy Obywatel Zwierzyńca – marzec 2008[2]